# Erich Correns (Chemiker)

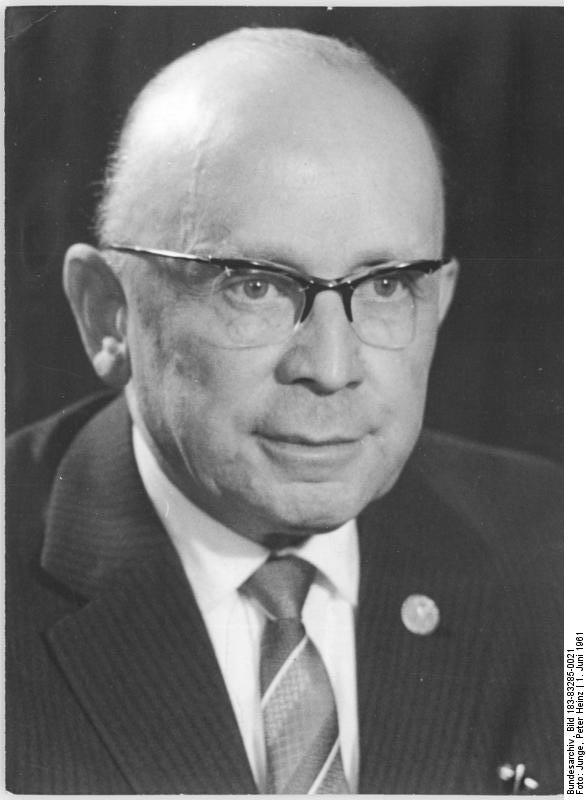
Erich Correns (1961)

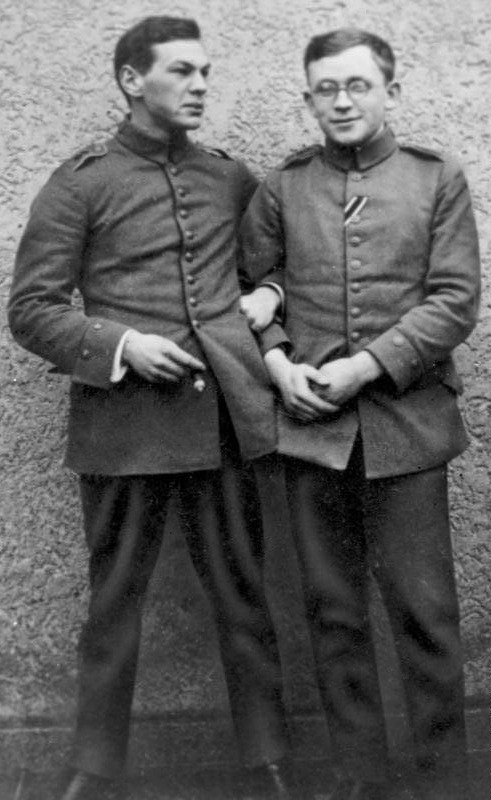
Correns (rechts) mit Richard Sorge, 1915

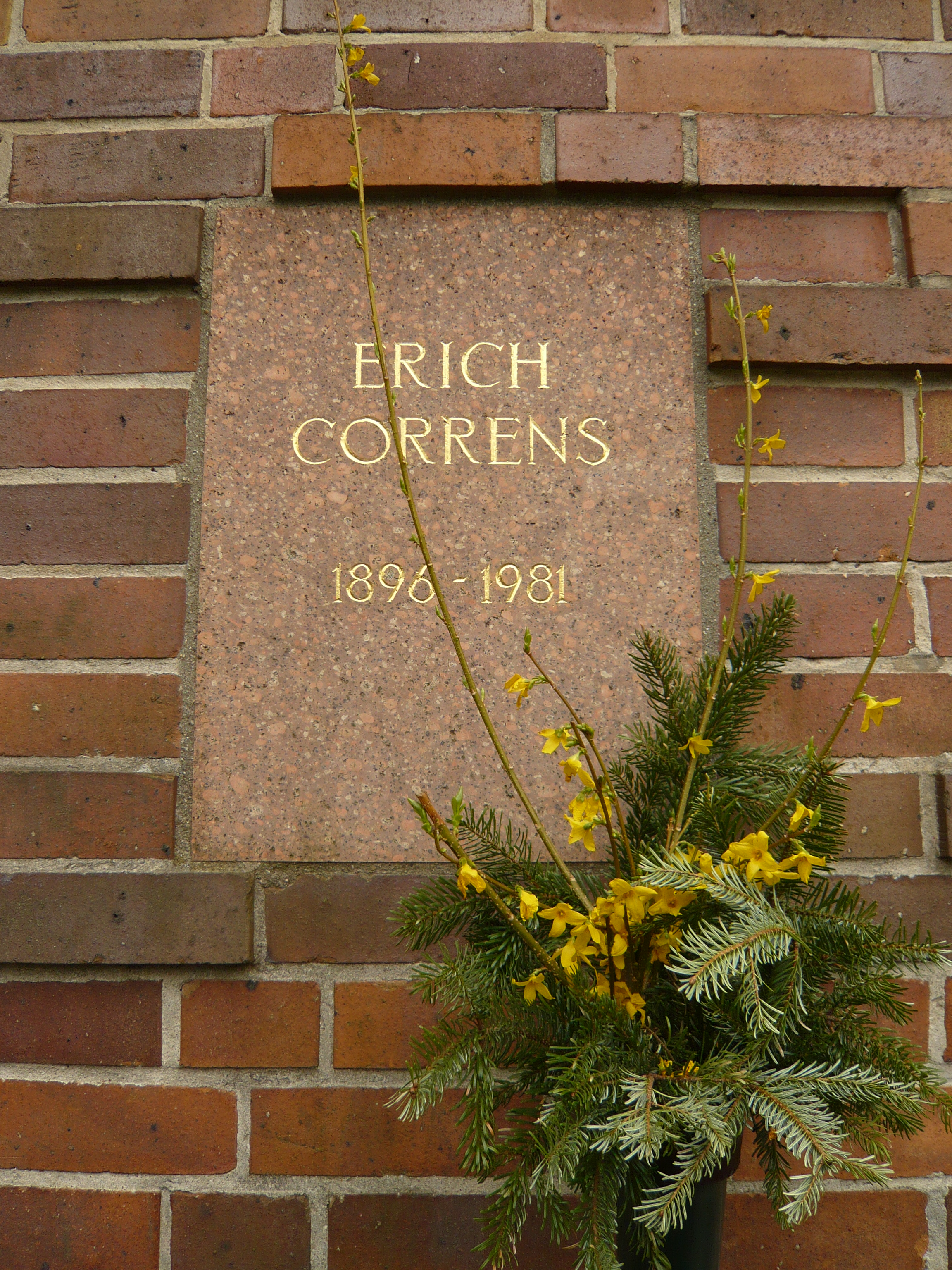
Grabstätte

Erich Paul Hubert Correns (* 12. Mai 1896 in Tübingen; † 18. Mai 1981 in Berlin) war ein deutscher Chemiker und Präsident des Nationalrates der Nationalen Front der DDR.

## Leben
Correns wurde 1896 als Sohn des Biologen Carl Correns in Tübingen geboren. Nach dem Besuch des Gymnasiums in Leipzig und Münster absolvierte er seinen Wehrdienst. Er nahm am Ersten Weltkrieg teil, wo ihm u. a. das  Eiserne Kreuz 2. Klasse verliehen wurde und lernte dort Richard Sorge kennen. Von 1918 bis 1922 studierte er an den Universitäten in Berlin und Tübingen Chemie, Botanik und Physik. Er wurde 1922 zum Dr. phil. promoviert und war von 1922 bis 1924 als Assistent am Kaiser-Wilhelm-Institut für Chemie in Berlin und an dem von Max Bergmann geleiteten Kaiser-Wilhelm-Institut für Lederforschung in Dresden tätig.
Im Jahr 1925 nahm Correns eine Arbeit als Industriechemiker bei der I.G. Farben in Elberfeld an und wurde 1931 Leiter des Acetylcellulose-Betriebs Elberfeld. 1933 wurde ihm die Leitung der Kupfer-Kunstseidenfabrik in Dormagen übertragen. Ab 1937 leitete er den Aufbau der Zellwolle- und Kunstseide GmbH im thüringischen Rudolstadt-Schwarza. Nach Maßregelungen durch die Behörden trat er 1939 als Betriebsleiter zurück und wurde beratender Chemiker bei der Thüringischen Zellwolle AG und dem Zellwolle-Kunstseiden-Ring. Seine angeblich jüdische Ehefrau wurde am 24. Mai 1944 während einer Corrensschen Dienstreise verhaftet und starb einen Tag später im Gestapogefängnis auf dem Petersberg in Erfurt. Ihre zwei Kinder entgingen als angebliche „Halbjuden“ der Verschleppung ins Konzentrationslager.
Wegen seines Misstrauens gegen die Rolle, die Altnazis in der Bundesrepublik nach dem Krieg noch hatten, beteiligte sich Correns, der nie Kommunist war, am Aufbau Ostdeutschlands.
Nach Kriegsende wurde Correns 1946 Direktor der Zellstoff- und Papierfabrik Rosenthal in Blankenstein. Ab 1948 übernahm er die Leitung der Thüringer Kunstseidenwerke in Schwarza. Im Jahr 1951 wurde Correns Direktor des Instituts für Faserstoff-Forschung der Deutschen Akademie der Wissenschaften in Teltow. Er war ab 1951 ordentliches Mitglied der Akademie. Correns leitete das Institut bis 1962, sein Nachfolger wurde der später langjährige Akademiepräsident Hermann Klare. Von 1953 bis 1959 hatte er eine Professur für chemische Technologie der Zellstoffherstellung an der Technischen Hochschule in Dresden inne. 1956 wurde Correns Dr. jur. h. c. an der Humboldt-Universität zu Berlin. 1961 wurde er emeritiert.
Von 1950 bis zu seinem Tod 1981 war Correns Präsident des Nationalrates der Nationalen Front. Ab 1954 war er Abgeordneter der Volkskammer. Im gleichen Jahr wurde er Mitglied des Zentralvorstandes der Gesellschaft für Deutsch-Sowjetische Freundschaft und des Präsidialrats des Kulturbundes. Ab 1957 war er Mitglied des Forschungsrates und ab 1960 Mitglied des Staatsrates der DDR. Er war Mitbegründer der Zeitschrift Faserforschung und Textiltechnik (später Acta Polymerica).
Correns erhielt 1954 als einer der ersten 22 Ordensträger den Vaterländischen Verdienstorden in Gold, 1965 die Ehrenspange zum Vaterländischen Verdienstorden in Gold sowie 1971 den Karl-Marx-Orden. Seine Urne wurde in der Gedenkstätte der Sozialisten auf dem Zentralfriedhof Friedrichsfelde in Berlin-Lichtenberg beigesetzt.

## Darstellung Correns’in der bildenden Kunst der DDR
- Bert Heller: Porträt Prof. Dr. Erich Correns (1969, Öl)[6]

## Werke (Auswahl)
- 1922: Versuche über den Verlauf der Beckmannschen Umlagerung (Diss.)
- 1944: Zusammenhänge zwischen morphologischer Struktur und Kettenlänge bei nativen Zellulosefasern (Mitautor)
- 1944: Zusammenhänge zwischen morphologischem Bau und Reaktionsweise technischer Zellstoffe